# サンタモニカ・ダンディ
『サンタモニカ・ダンディ』（原題：Dead Bang）は、1989年制作のアメリカ映画。ジョン・フランケンハイマー監督、ドン・ジョンソン主演。
ロサンゼルス市警察刑事ジェリー・ベックの実体験を基にしたポリス・アクション・サスペンス映画である。

## あらすじ
クリスマス・イヴの夜、ロサンゼルスのとあるコンビニエンスストアに強盗が押し入り、通報で駆け付けた警官が射殺された。
ロサンゼルス市警のさえない中年刑事、ジェリー・ベックはこの事件の捜査にあたるが、そこへFBIが介入してくる。
この事件には白人至上主義団体（ネオナチ）がからんでいたのだ。ベックはオクラホマにある団体の本拠地に地元の保安官ウェブリーと共に乗り込むが…。

## キャスト
| 役名                 | 俳優                     | 日本語吹替                                                                       |
| 役名                 | 俳優                     | テレビ東京版                                                                     |
| -------------------- | ------------------------ | -------------------------------------------------------------------------------- |
| ジェリー・ベック     | ドン・ジョンソン         | 磯部勉                                                                           |
| リンダ               | ペネロープ・アン・ミラー | 弘中くみ子                                                                       |
| クレスラーFBI捜査官  | ウィリアム・フォーサイス | 金尾哲夫                                                                         |
| ウェブリー保安官     | ボブ・バラバン           | 牛山茂                                                                           |
| ボビー・バーンズ     | フランク・ミリタリー     | 島香裕                                                                           |
| ジョン・バーンズ     | テイト・ドノヴァン       | 真殿光昭                                                                         |
| クランツ             | マイケル・ジェッター     | 水野龍司                                                                         |
| スリーピー           | ミッキー・ジョーンズ     | 家中宏                                                                           |
| ディクソン           | ティム・リード           | チョー                                                                           |
| ヒラード             | ブラッド・サリヴァン     | 宝亀克寿                                                                         |
| その他               |                          | 大黒和広 伊井篤史 伊藤和晃 石波義人 中博史 滝沢ロコ 金野恵子 津村まこと 佐藤ユリ |
| 日本語版制作スタッフ |                          |                                                                                  |
| 演出                 |                          | 蕨南勝之                                                                         |
| 翻訳                 |                          | 飯嶋永昭                                                                         |
| 調整                 |                          | 長井利親                                                                         |
| 効果                 |                          | リレーション                                                                     |
| 担当                 |                          | 菅原有美子                                                                       |
| 配給                 |                          | ムービーテレビジョン                                                             |
| プロデューサー       |                          | 柳川雅彦 脇田勝                                                                  |
| 解説                 |                          | 木村奈保子                                                                       |
| 制作協力             |                          | 武市プロダクション                                                               |
| 制作                 |                          | テレビ東京 ムービーテレビジョン                                                  |
| 初回放送             |                          | 1995年2月23日 『木曜洋画劇場』                                                   |